# Anisostena bicoloriceps
Anisostena bicoloriceps es una especie de coleóptero de la familia Chrysomelidae. Fue descrita científicamente por primera vez en 1928 por Maurice Pic.